# Bodtjärnen (Fjällsjö socken, Ångermanland, 707680-153474)
Bodtjärnen är en sjö i Strömsunds kommun i Ångermanland och ingår i Ångermanälvens huvudavrinningsområde.